# Iglesia de Savane
La iglesia de San Jorge de Savanee (en georgiano: სავანის წმინდა გიორგის ეკლესია) es una iglesia ortodoxa del siglo XI ubicada en la región de Imericia, Georgia. Una basílica de una sola nave construida en 1046, la iglesia tiene proporciones armoniosas, iconostasio ornamentado y exquisitos detalles decorativos de mampostería en las fachadas exteriores. Está inscrita en la lista de monumentos culturales inamovibles de Georgia.

## Historia
La iglesia de Savane se encuentra sobre una colina en el margen izquierdo del río Qvirila, afluente del río Rioni, en el centro del pueblo del mismo nombre, en el distrito de Sachkhere, Imericia. El príncipe Vakhushti, en su Descripción del Reino de Georgia escrita en 1745, afirmó erróneamente que la iglesia, con su iconostasio, fue excavada en una sola roca. Este error fue repetido por el historiador Marie-Félicité Brosset, quien confió en la información proporcionada por Dimitri Meghvinet-Ukhutsesi. En 1920, la iglesia fue estudiada en detalle por el historiador georgiano Ekvtime Taqaishvili.

## Diseño

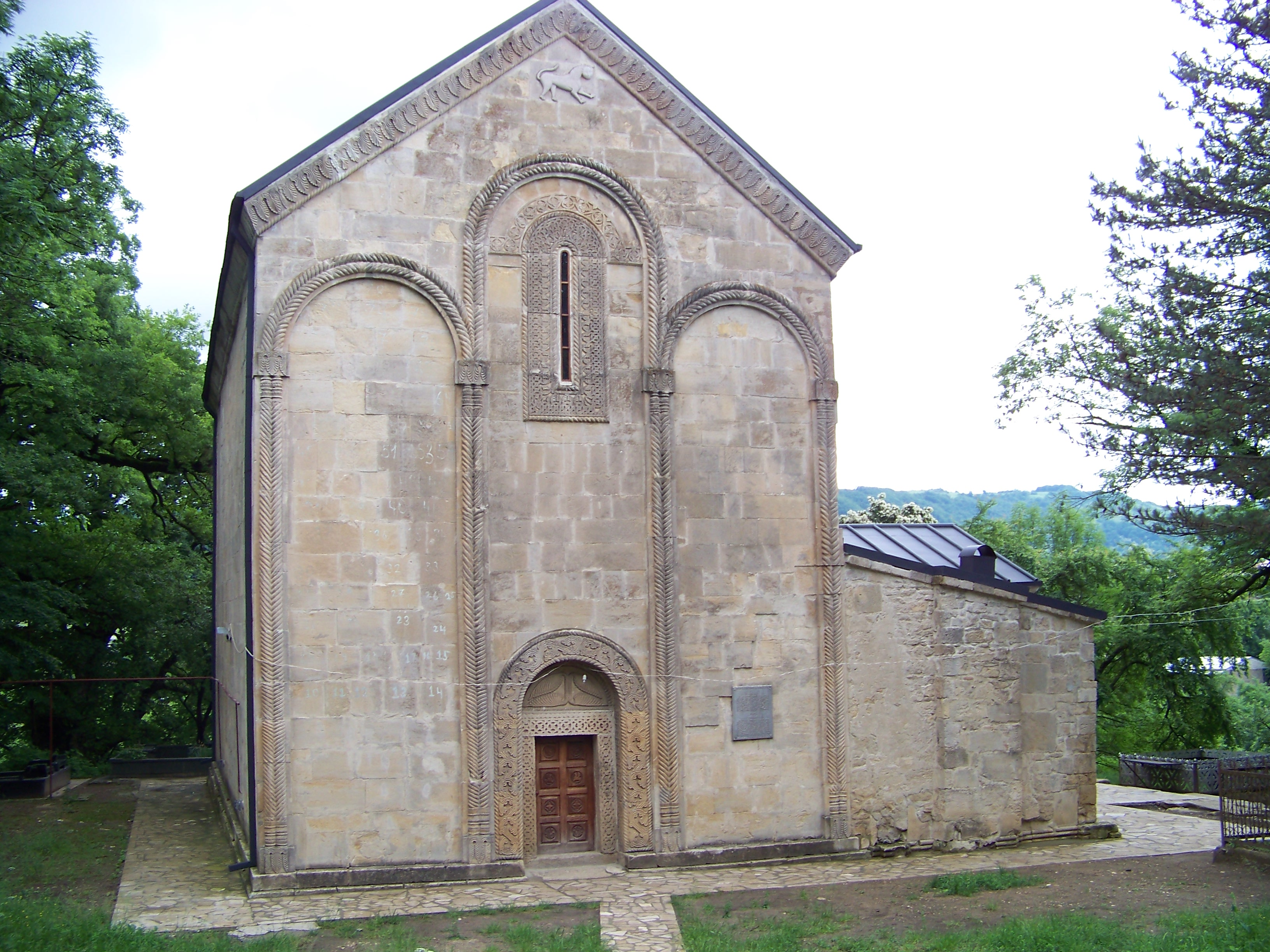
Fachada occidental. Debajo del frontón, hay un bajorrelieve de una pantera o un león.

La iglesia de Savane, dedicada a San Jorge, es una basílica de una sola nave, hecha de piedras amarillentas cuidadosamente talladas. Es rectangular en su planta y externamente mide 15.9 × 14.5 m., incluido el porche. El interior está cubierto con una bóveda de cañón en cuatro arcos de soporte. En el ábside principal hay, a ambos lados, dos agujeros altos y profundos que representan un altar y un diaconicón.
El iconostasio es una estructura alta, con una cornisa con muescas y dividida en dos partes; el inferior anteriormente tenía la forma de una pared compacta, hecha de losas de piedra labrada, con puerta real en el medio, pero más tarde se hicieron puertas hacia el norte y el sur. La parte superior, hecha de estuco, consta de tres arcos de cinquefolio con cúspides en forma de hojas de trébol, que descansan sobre cuatro columnas talladas. El interior de la iglesia está encalado, y no hay rastros de pinturas. La iglesia está iluminada con cinco ventanas, una en el este y oeste, y tres en el sur. Las puertas se encuentran al oeste y al sur. Posteriormente, no antes del siglo XIV-XV, se construyó un porche frente a la puerta sur con columnas complejas y comprometidas, colocadas en grupo, con capiteles y bases talladas; probablemente en una fecha posterior, se agregaron cámaras separadas al porche al este y oeste.
Las fachadas de la iglesia están ricamente ornamentadas. Se incluyen cornisas talladas, con muescas, marcos de ventanas y puertas adornados con tallas de trabajo entrelazado georgiano y tímpanos tallados. La fachada sur está parcialmente deshecha por la posterior adición de un porche con sus cámaras laterales. Sobre el porche hay un pequeño campanario construido en el siglo XIX.

### Inscripciones
Hay varias inscripciones talladas en las paredes. En la fachada sur, a la izquierda de la ventana, debajo de la arquivolta, se afirma que Jorge, eristavt-eristavi ("duque de duques"), construyó la iglesia con la ayuda de la comunidad de Savane: "En nombre de Dios Yo, Jorge, eristavt-eristavi, he escrito esto y he dado la mitad de esta iglesia a la comunidad de Savane. Cuando comencé a construir la iglesia, me ayudaron con el trabajo, con el dinero, con todas las cosas. Que Dios les dé un uso feliz, por los siglos de los siglos". Otra inscripción, en el tímpano occidental, confirma que la iglesia de Savane fue construida por Jorge en 1046, en el reinado del rey Bagrat IV de Georgia (1027-1072).
1. ↑  «List of Immovable Cultural Monuments» (en georgiano). National Agency for Cultural Heritage Preservation of Georgia. Consultado el 21 de agosto de 2019.
2. 1 2 3 4 5 6  Taqaishvili, Ekvtime (1936). «Four Basilican Churches of the Qvirila valley». Georgica 1 (2-3): 155-163.
3. ↑  Beridze, Vakhtang (1974). ძველი ქართული ხუროთმოძღვრება (en georgiano). Tbilisi. p. 146.

- Datos: Q16374689
- Multimedia: Savane Church of Saint George / Q16374689